# 德里克·米恩
德里克·米恩（英語：Derrick Mein，1985年8月26日—），美国男子射击运动员，2022年世界飞碟射击锦标赛男子多向飞碟金牌得主、2023年世界射击锦标赛男子多向飞碟团体金牌得主和混合团体多向飞碟银牌得主。